# Anne Bremer

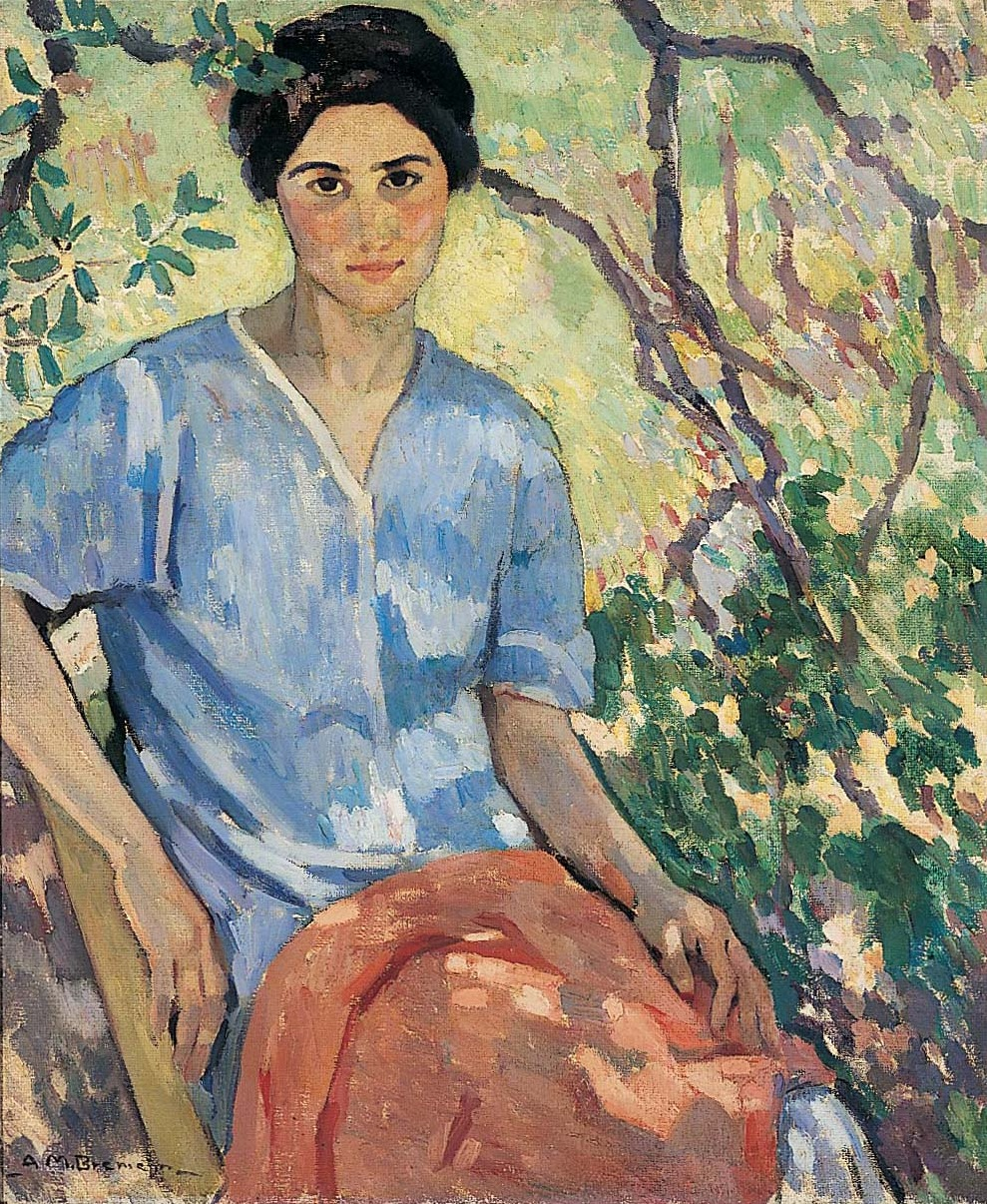
Ravenlocks, ca. 1920. Mills College Art Museum

Anne Milly Bremer (* 21. Mai 1868 in San Francisco, USA; † 26. Oktober 1923 ebenda) war eine amerikanische Malerin des Postimpressionismus. Sie galt als die „fortschrittlichste Künstlerin San Franciscos“ und spielte eine wichtige Rolle in der modernen Kunstbewegung an der Westküste der Vereinigten Staaten.

## Leben
Anne Bremer wurde als Tochter deutsch-jüdischer Einwanderer in San Francisco geboren. In jungen Jahren reiste sie mit ihren Eltern nach Europa und brachte ihren Cousin Albert Bender mit, der später ein bedeutender Kunstmäzen wurde. Sie studierte Kunst bei Emil Carlsen an der San Francisco Art Students League und bei Arthur Mathews an der California School of Design des Mark Hopkins Institute of Art, wo sie 1898 ihren Abschluss machte. Während des Erdbebens von San Francisco 1906 war sie Präsidentin des Sketch Club und organisierte die erste große Kunstausstellung nach der Katastrophe. 1910 zog sie nach New York, studierte an der Art Students League und setzte ihre Ausbildung in Paris an der Académie Moderne und der Académie de la Palette fort. Nach ihrer Rückkehr nach San Francisco hatte sie mehrere Einzelausstellungen und war in der lokalen Kunstszene aktiv. 1916 wurde sie zur Sekretärin der San Francisco Art Association gewählt. Ab 1921 litt sie an Leukämie, gab die Malerei auf und widmete sich der Literatur und dem Schreiben von Gedichten. Sie starb 1923 in San Francisco.

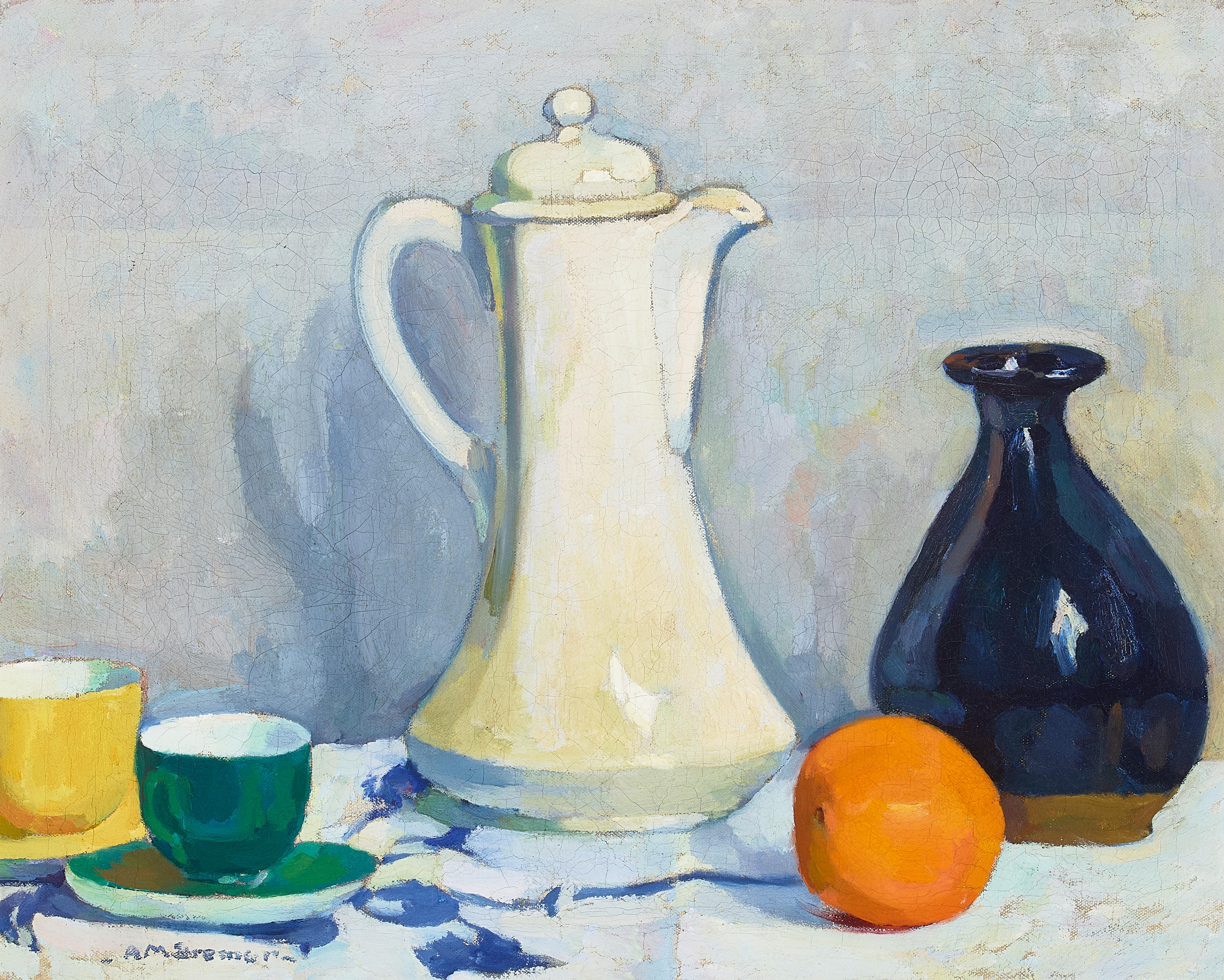
Anne Milly Bremer: Still Life with Orange

Anne Bremers Bilder zeichnen sich durch kräftige Farben und breite Pinselstriche aus. Sie malte Porträts, Landschaften und Stillleben. Ihre Arbeiten erinnern an Robert Henri und Marsden Hartley. Hartley bemerkte einmal, Bremer sei „eine der drei Künstlerinnen von Rang, die Kalifornien hervorgebracht hat“. Anne Bremer gehörte wie Armin Hansen, E. Charlton Fortune, Guy Rose, Jessie Arms Botke, Francis McComas, Joseph Mora, August Gay, Will Sparks, William Ritschel, Gunnar M. Widforss, Mary DeNeale Morgan und William Posey Silva zur Künstlerkolonie von Carmel-by-the-Sea.